# Позолоченный век (сериал)
«Позоло́ченный век» (англ. The Gilded Age) — американский исторический драматический телесериал, созданный Джулианом Феллоузом для HBO. Его действие разворачивается в США во времена Позолоченного века, бурного расцвета Манхэттена в 1880-х годах. Премьера первого сезона состоялась 24 января 2022 года, премьера второго — 29 октября 2023 года, премьера третьего — 22 июня 2025 года.
Сериал получил положительные отзывы, особенно за исторические костюмы и игру исполнителей главных ролей: Кэрри Кун, Моргана Спектора, Синтии Никсон и Кристин Барански. На 76-й церемонии вручения премии «Эмми» второй сезон получил шесть номинаций, включая «Лучший драматический сериал» и номинации за актёрскую игру Кун и Барански.

## Сюжет
В 1882 году молодая девушка Мэриэн Брук, недавно потерявшая отца-генерала, переезжает из Пенсильвании в Нью-Йорк к своим тётушкам. Она получает доступ в высшее общество и пытается освоиться в новом мире. Рядом с ними селятся недавно разбогатевшие железнодорожный магнат Джордж Расселл и его жена Берта, планирующие перевернуть консервативное общество Нью-Йорка под себя.

## В ролях

### В главных ролях
- Кэрри Кун — Берта Расселл, решившая использовать свои деньги и положение, чтобы пробиться в высшее общество, которое на каждом шагу сопротивляется переменам и новичкам.
- Морган Спектор — Джордж Расселл, муж Берты, классический барон-разбойник, олицетворяющий «новые деньги».
- Луиза Джейкобсон[англ.] — Мэриэн Брук, бедная молодая леди, которая вынуждена жить со своими тётушками.
- Дене Бентон[англ.] — Пегги Скотт, молодая амбициозная писательница, работающая секретарём Агнес.
- Таисса Фармига — Глэдис Вери, герцогиня Бекингем (урождённая Рассел), невинная и наивная дебютантка, дочь Берты.
- Гарри Ричардсон[англ.] — Ларри Расселл, сын Берты, выпускник Гарвардского университета.
- Блейк Ритсон — Оскар ван Райн, умный и харизматичный сын Агнес, который ищет богатую наследницу, чтобы обеспечить себе достойный уровень жизни и скрыть свою гомосексуальность.
- Томас Кокерел — Том Рейкс (сезон 1), молодой адвокат, влюблённый в Мэриэн Брук, осиротевшую дочь своего покойного клиента.
- Саймон Джонс[англ.] — мистер Альфред Баннистер, английский дворецкий ван Райнов, который стремится превозносить себя и держит остальных сотрудников под контролем.
- Джек Гилпин[англ.] — Чёрч, дворецкий семьи Расселов.
- Синтия Никсон — Ада Форте (урождённая Брук), сестра Агнес, которая существует за счёт её милости, пока не выходит замуж в зрелом возрасте.
- Кристин Барански — Агнес ван Райн (урождённая Брук), гордая и упрямая светская львица из высшего общества со старыми деньгами, матриарх семьи Райн-Брук.
- Бен Алерс — Джон «Джек» Троттер (сезон 2 — настоящее время; второстепенная роль: сезон 1), лакей в доме ван Райнов.
- Майкл Серверис[англ.] — мистер Уотсон (настоящая фамилия Колльер) (сезон 2; повторяющаяся роль: сезон 1), камердинер Джорджа Рассела с тёмным прошлым.
- Селия Кинан-Болджер — миссис Брюс (сезон 2 — настоящее время; повторяющаяся роль: сезон 1), домработница Расселов.
- Дебра Монк — миссис Армстронг (сезон 2 — настоящее время; повторяющаяся роль: сезон 1), горничная миссис ван Райн.
- Донна Мерфи — Кэролайн Шермерхорн Астор, «миссис Астор», известная светская львица и лидер элитной группы нью-йоркского общества под названием «Четыреста».
- Кристин Нильсен — миссис Бауэр (сезон 2 — настоящее время; повторяющаяся роль: сезон 1), кухарка миссис ван Райн, немецкая иммигрантка из Ганновера, которая берет под свое крыло юную Бриджит.
- Келли О’Хара — Аврора Фейн, (сезон 2 — настоящее время; повторяющаяся роль: сезон 1), племянница мужа Агнес, которая помогает Мэриэн Брук и миссис Рассел пробиться в светское общество.
- Патрик Пейдж — Ричард Клей (сезон 2 — настоящее время; повторяющаяся роль: сезон 1), преданный секретарь Джорджа Рассела.
- Тейлор Ричардсон — Бриджит (сезоны 2 — настоящее время; повторяющаяся роль: сезон 1), горничная в доме ван Райн, которую отец подвергал насилию.
- Дуглас Силлс — мсье Боден (сезоны 2 — настоящее время; повторяющаяся роль: сезон 1), шеф-повар семьи Рассел, который сначала выдает себя за француза, но затем выясняется, что он Джош Борден из Уичито, штат Канзас.
- Джон Дуглас Томпсон[англ.] — Артур Скотт (сезон 2 — настоящее время; повторяющаяся роль: сезон 1), отец Пегги, преуспевающий фармацевт и столп афроамериканской элиты.
- Эрин Вильгельми — Адельхайд Вебер (сезон 2 — настоящее время; повторяющаяся роль: сезон 1), немецкая иммигрантка из Берлина, горничная Глэдис Рассел.
- Келли Карран — миссис Энид Уинтертон (урождённая Тёрнер) (сезон 2 — настоящее время; повторяющаяся роль: сезон 1), амбициозная камеристка Берты, которая не собирается вечно быть служанкой. Миссис Рассел увольняет её, но позже она возвращается в качестве молодой жены богатого вдовца.
- Салливан Джонс — Т. Томас Форчун[англ.], (сезон 2; повторяющаяся роль: сезон 1), издатель еженедельника New York Globe.
- Бен Лэм — Гектор Вери, 5-й герцог Бекингем (сезон 3; повторяющаяся роль: сезон 2).

### Второстепенный состав
- Одра Макдональд — Дороти Скотт, мать Пегги.
- Джин Трипплхорн — Сильвия Чемберлен (сезон 1), светская львица, которую игнорируют в высшем обществе из-за прошлых поступков.
- Эшли Аткинсон[англ.] — Мейми Фиш, светская львица и самопровозглашённая «затейница».
- Клейборн Элдер[англ.] — Джон Адамс, тайный любовник Оскара ван Райна.
- Кэти Финнеран — Энн Моррис (сезон 1), жена олдермена Нью-Йорка, которая полна решимости не допустить нуворишей в свой круг общения.
- Эми Форсайт — Кэрри Астор, дочь миссис Астор.
- Джон Сандерс — Стэнфорд Уайт (сезон 1), подающий надежды архитектор.
- Сюзанна Шадковски — Мэйбл Эйнсли (сезон 1), стенографистка Джорджа Рассела.
- Линда Эмонд — Клара Бартон (сезон 1), основательница Американского Красного Креста.
- Уорд Хортон — Чарльз Фейн, муж Авроры и один из олдерменов Нью-Йорка.
- Ребекка Хейден — Флора Макнил (сезоны 1—2), богатая женщина из Нью-Йорка.
- Натан Лейн — Уорд Макаллистер, законодатель социальных правил и стиля в старом Нью-Йорке.
- Роберт Шон Леонард — Люк Форте (сезон 2), священник из Массачусетса.
- Кристофер Денхэм — Роберт Макнил (сезон 2), богатый банкир, который вместе со своей женой пытается пробиться в высшее общество Нью-Йорка.
- Дэвид Фурр — Дэшилл Монтгомери (сезон 2), овдовевший кузен ван Райн и Авроры Фейн.
- Матильда Лоулер — Фрэнсис Монтгомери (сезон 2), дочь-подросток Дэшилла.
- Джереми Шамос — мистер Гилберт (сезон 2), финансист, работающий над открытием нового театра Метрополитен-опера.
- Лаура Бенанти — Сьюзен Блейн (сезон 2), вдова, с которой у Ларри Рассела завязываются романтические отношения.
- Николь Брайдон Блум — Мод Битон (сезоны 2 — настоящее время), молодая и богатая светская львица, которая привлекает внимание Оскара ван Райна.
- Дэйкин Мэтьюз — Джошуа Уинтертон (сезон 2), богатый пожилой вдовец, который женится на Тёрнер, камеристке Берты Рассел.
- Рэйчел Пикап в роли мисс Андре (сезон 3; гость: сезон 2), новой горничной Берты.
- Билл Кэмп в роли Дж. П. Моргана (сезон 3), грозного противника Джорджа Рассела.
- Джордан Доника в роли доктора Уильяма Киркланда (сезон 3), доброго и красивого врача из знатной семьи Киркланд.
- Пол Александр Нолан в роли Альфреда Меррика (сезон 3), богатого нью-йоркского бизнесмена.
- Ханна Шили в роли Шарлотты Дрейтон (урождённой Астор) (сезон 3), замужней дочери миссис Астор.
- Филисия Рашад в роли Элизабет Киркланд (сезон 3), женщины из знатной семьи в Ньюпорте, связанной со временами Американской революции.
- Джессика Фрэнсис Дьюкс в роли Афины Трамбо (сезон 3), кузины Дороти.
- Брайан Стоукс Митчелл в роли Фредерика Киркланда (сезон 3), главы семьи Киркланд.
- Андреа Мартин в роли мадам Дашковой (сезон 3), медиума, утверждающей, что она способна общаться с умершими.
- Хэтти Морахан в роли леди Сары Вери (сезон 3), грозной сестры Гектора.

### Приглашённые актеры
- Мишель Гилл — Патрик Моррис (сезон 1), муж Энн и один из олдерменов Нью-Йорка.
- Билл Ирвин — Корнелиус Экхард (сезон 1), знакомый Ады с детства.
- Том Блайт — Арчи Болдуин (сезон 1), молодой инвестиционный банкир, который пытается ухаживать за Глэдис Рассел.
- Стивен Спинелла — Джулиус Кёйпер (сезон 1), влиятельный банкир.
- Джордан Уоллер — Оскар Уайльд (сезон 2).
- Майкл Брогер в роли Букера Т. Вашингтона (2 сезон).
- Эмбер Грей в роли Беа Стёрт (2 сезон), владелицы ресторана в Алабаме.
- Лиз Висан в роли Эмили Уоррен Роблинг (2 сезон).
- Мелани Николс-Кинг в роли Сары Дж. Гарнет (2 сезон).
- Мэтт Уокер в роли Билли Карлтона (сезоны 2–3), молодого человека из богатой семьи, за которого Глэдис Рассел надеется выйти замуж.
- Виктория Кларк в роли Джоан Карлтон (3 сезон), матери Билли.
- Бобби Стеггерт в роли Джона Сингера Сарджента (3 сезон).
- Мерритт Уивер в роли Моники О'Брайен (сезон 3), сестры Берты, с которой они давно не общаются.
- Майкл Кампсти в роли лорда Милдмея (сезон 3), британского дворянина.
- ЛизаГэй Гамильтон в роли Фрэнсис Уоткинс Харпер (сезон 3).
- Питер МакРобби в роли Ризли Сейджа (3 сезон).
- Кейт Болдуин в роли Нэнси Адамс Белл (сезон 3), сестры Джона Адамса.
- Марселин Хьюго в роли миссис Фостер (сезон 3), члена Нью-Йоркского общества наследия.
- Лесли Уггамс в роли Эрнестины Браун (3 сезон), подруги Элизабет Киркланд.
- Дилан Бейкер в роли доктора Логана (сезон 3), семейного врача Расселов.

## Обзор сезонов
| Сезон | Серии | Серии | Даты показа     | Даты показа     |
| Сезон | Серии | Серии | Первая серия    | Последняя серия |
| ----- | ----- | ----- | --------------- | --------------- |
| 1     | 9     | 9     | 24 января 2022  | 21 марта 2022   |
| 2     | 8     | 8     | 29 октября 2023 | 17 декабря 2023 |
| 3     | 8     | 8     | 22 июня 2025    | 10 августа 2025 |

## Список серий

### Сезон 1 (2022)
| № общий | № в сезоне | Название                                                                | Режиссёр        | Автор сценария  | Дата премьеры   | Зрители в США (млн) |
| --- | ---------- | ----------------------------------------------------------------------- | --------------- | --------------- | --------------- | ------------------- |
| 1 | 1          | «Никогда не было нового» «Never the New»                                | Майкл Энглер    | Джулиан Феллоуз | 24 января 2022  | 0,463               |
| В 1882 году в Нью-Йорке промышленник Джордж Рассел вместе со своей женой Бертой и двумя детьми, сыном Ларри и дочерью Глэдис, переезжает в изысканный особняк, спроектированный архитектором Стэнфордом Уайтом. В доме через дорогу сёстры Агнес ван Райн и Ада Брук готовятся к приезду своей племянницы Мэриэн, которая покидает Дойлстаун, штат Пенсильвания, узнав, что унаследовала после смерти отца всего 30 долларов. Пегги Скотт, выпускница Института для цветной молодежи, предлагает помощь, когда у Мэриэн крадут сумочку и билет на поезд. В ответ Мэриэн уговаривает своих тётушек позволить Пегги пожить у них. Агнес предлагает Пегги работу при условии, что она расскажет об этом родителям; Пегги соглашается и встречается с матерью, которая настаивает на том, чтобы Пегги помирилась с отцом. Сын Агнессы Оскар и сын Джорджа Ларри встречаются на вечеринке, устроенной Мэйми Фиш, и знакомятся с Мэриэн после своего возвращения в Нью-Йорк. Берта пытается проникнуть в высшее общество Нью-Йорка и устраивает пышную вечеринку, которую тайком посещает Мэриэн. Никто из известных людей не приходит на ужин, и Берта клянётся отомстить. |            |                                                                         |                 |                 |                 |                     |
| 2 | 2          | «Деньги — это ещё не всё» «Money Isn't Everything»                      | Майкл Энглер    | Джулиан Феллоуз | 31 января 2022  | 0,598               |
| Том Рейкс, юрист Мэриэн из Дойлстауна, переезжает в Нью-Йорк. Он ищет новую работу и питает романтические чувства к Мэриэн. Пегги, будучи начинающей писательницей, рассылает письма потенциальным издателям, но пока не получает ответа. Пегги консультируется с Томом по юридическому вопросу, но не хочет раскрывать подробности Мэриэн. Тем временем Берта хочет принять участие в предстоящем благотворительном базаре миссис Моррис и миссис Фейн, бесплатно предлагая для него свой бальный зал. Вместо этого базар организуют в отеле за большие деньги, и Берта чувствует себя униженной. Берта и Джордж посещают базар, и Джордж скупает все представленные товары. Совместно с олдерменом Моррисом он разрабатывает план, согласно которому олдермены с помощью маржинальных счетов купят акции компании Джорджа, а затем утвердят закон, который позволит ему построить новый железнодорожный вокзал в Нью-Йорке; в результате акции взлетят в цене и все окажутся в выигрыше. |            |                                                                         |                 |                 |                 |                     |
| 3 | 3          | «Расплачиваться за поступки» «Face the Music»                           | Салли Ричардсон | Джулиан Феллоуз | 7 февраля 2022  | 0,542               |
| Джордж узнаёт, что закон не будет принят, и понимает, что олдермены манипулируют акциями в своих интересах. Законодатели продают акции без покрытия, рассчитывая, что после отмены закона стоимость акций упадёт и они скупят их по дешёвке. В отместку Джордж выкупает столько акций, сколько может, доводя олдерменов до нищеты (им приходится покупать акции по более высокой цене). Издатель газеты «Христианский проповедник» соглашается опубликовать рассказы Пегги, но выдвигает расистские требования, и Пегги отказывается. Оскар огорчает своего любовника Джона Адамса, рассказав о планах ухаживать за Глэдис Рассел. К Аде обращается Корнелиус Экхард, который в молодости сделал ей предложение, но получил отказ от отца Ады. Агнес заявляет Экхарду, что тот хотел жениться на Аде ради денег. Когда Экхард понимает, что у Ады ничего нет, он прекращает её преследовать. Том делает Мэриэн предложение. Она не дает окончательного ответа, зная, что Агнес не одобрит этот брак. Олдермены умоляют Джорджа прекратить раздувать цены акций, но он отказывается проявить милосердие. Полностью разоренный олдермен Моррис совершает самоубийство. |            |                                                                         |                 |                 |                 |                     |
| 4 | 4          | «Длинная лестница» «A Long Ladder»                                      | Салли Ричардсон | Джулиан Феллоуз | 14 февраля 2022 | 0,604               |
| Джордж обещает вернуть Фейнам все деньги, потерянные в результате обвала акций, но при условии, что Аврора поможет Берте попасть в высшее общество Нью-Йорка. Пегги получает приглашение на встречу с редактором еженедельной газеты «Нью-Йорк Глоб» Т. Томасом Форчуном, который поручает ей написать статью на политическую тему. Вдова Сильвия Чемберлен пытается подружиться с Мэриэн. Тёрнер, горничная Берты, безуспешно пытается соблазнить Джорджа. Бриджит рассказывает миссис Бауэр, что в детстве подвергалась насилию со стороны отца и что её мать не сделала ничего, чтобы это прекратить. Пегги во время визита в родительский дом спорит с отцом о выборе профессии. Неожиданно к ним заявляется Мэриэн, которая приносит пару старых башмаков, чем глубоко оскорбляет Скоттов. Во время посещения благотворительного концерта в поддержку Красного Креста Мэриэн сталкивается с Томом и настаивает на том, чтобы он покорил её тетушек, прежде чем она примет его предложение. |            |                                                                         |                 |                 |                 |                     |
| 5 | 5          | «Благотворительность выполняет две функции» «Charity Has Two Functions» | Салли Ричардсон | Джулиан Феллоуз | 21 февраля 2022 | 0,631               |
| Джордж убеждает Берту пригласить на ужин Арчи Болдуина, ухажера Глэдис. Пегги не прощает снисходительного отношения Мэриэн к её семье. Берта обращается к Уорду Макаллистеру за помощью. Аврора, Берта, Мэриан и Том едут в Дэнсвилл, чтобы увидеть выступление Клары Бартон на открытии отделения Красного Креста. Пегги едет с ними, чтобы написать статью и по указанию Агнес присмотреть за Мэриэн. Мисс Бартон признаёт, что богатые люди используют благотворительность для улучшения своего положения в обществе. Том целует Мэриэн, Пегги прерывает их. Наедине Пегги рассказывает Мэриэн, что была влюблена в сотрудника аптеки, но отец не одобрил её выбор. Мэриэн извиняется перед Пегги за то, что считала её малообеспеченной. Оскар вербует мисс Тёрнер в качестве шпиона в доме Расселов. Джордж ставит Арчи ультиматум: он может согласиться на выгодную работу инвестиционным брокером и прекратить любое общение с Глэдис или отказаться, но в этом случае Джордж позаботится о том, чтобы Арчи никогда больше не работал в финансовой сфере. Потрясённый Арчи покидает дом Расселов. Ричард Клэй сообщает Джорджу, что поезд компании сошёл с рельсов недалеко от Миллборна, штат Пенсильвания, есть многочисленные жертвы. Джордж и Берта готовятся к борьбе с последствиями катастрофы. |            |                                                                         |                 |                 |                 |                     |
| 6 | 6          | «Головы рубили и за меньшее» «Heads Have Rolled for Less»               | Салли Ричардсон | Джулиан Феллоуз | 28 февраля 2022 | 0,682               |
| Джордж выясняет, что железнодорожная катастрофа произошла из-за установки кем-то в его компании подержанных осей вместо новых. Берту избирают в правление Красного Креста, что приводит в ярость Энн Моррис. Пегги узнаёт, что её интервью с Кларой Бартон вызвало рост тиража «Глоуб». Глэдис и Кэрри Астор сближаются на кукольном чаепитии, устроенном Мэйми Фиш, и Кэрри предлагает устроить бал для выхода Глэдис в свет. Мэриэн обещает хранить в тайне информацию о том, что Ларри хочет стать архитектором. Она навещает миссис Чемберлен, намереваясь получить от неё пожертвования для Красного Креста, и та подтверждает достоверность слухов о её долгой внебрачной связи с будущим мужем. Берта нанимает Баннистера, дворецкого ван Рейн, чтобы тот организовал обед в английском стиле для Уорда Макаллистера, чем сильно задевает Чёрча, дворецкого семьи Расселов. Баннистер лжёт, чтобы увильнуть от работы, но Агнес узнает правду, получив анонимную записку. Она прерывает обед в доме Расселов и уходит, столкнувшись с другими гостями. Армстронг становится свидетелем встречи Оскара с Тёрнер в парке рядом с домом Расселов и сообщает об этом Агнес. Берта узнаёт, что, по словам проектировщика поезда, именно Джордж инициировал использование некачественных осей.               |            |                                                                         |                 |                 |                 |                     |
| 7 | 7          | «Непреодолимое изменение» «Irresistible Change»                         | Майкл Энглер    | Джулиан Феллоуз | 7 марта 2022    | 0,750               |
| Джордж представляет планы строительства нового вокзала, который будет освещаться электричеством. Ларри просит Джорджа позволить ему изучать архитектуру; Джордж сначала отказывается, но потом решает обдумать эту возможность. Берта назначает дату бала для выхода Глэдис в свет. Джорджу из-за железнодорожной катастрофы грозит обвинение в непредумышленном убийстве. Агнес посылает Мэриэн сообщить Берте о предположении, что у Тёрнер сексуальная связь с мужчиной, но та не называет имя Оскара. Берта застаёт Тёрнер за флиртом с Ларри и увольняет её. Мэриэн безуспешно пытается убедить Агнес, что Том будет для неё подходящим мужем. Город готовится к церемонии запуска Томасом Эдисоном первой в США электростанции и демонстрации освещения здания газеты «Нью-Йорк таймс». Мэриэн остается дома, поскольку Берта отдаёт предпочтение компании Тома и Сисси Бингэм (по слухам, любовнице Генри Флаглера). Пегги посещает мероприятие вместе с Форчуном. Эдисон включает рубильник, и в здании к изумлению всех присутствующих загорается электрический свет. |            |                                                                         |                 |                 |                 |                     |
| 8 | 8          | «Нега в Ньюпорте» «Tucked Up in Newport»                                | Майкл Энглер    | Джулиан Феллоуз | 14 марта 2022   | 0,701               |
| Джордж готовится к суду, а Берта планирует бал по случаю выхода Глэдис в свет. Оскар едет в Ньюпорт с семьёй Расселов, чтобы продолжить ухаживания за Глэдис, но Джон Адамс из вредности становится на его пути. Аврора не доверяет Тому, но Мэриэн решает принять его предложение руки и сердца. Мисс Армстронг перехватывает письмо Тома к Пегги; последней приходится признаться семье ван Рейн-Брук, что она была замужем, но её ребёнок умер во младенчестве, а её отец добился аннулирования брака. Агнес не увольняет Армстронг, поэтому Пегги уходит сама. Бриджет находит Джека на могиле его матери, где он рассказывает, что все члены его семьи умерли или прекратили общение друг с другом. Благодаря Мэриэн Джордж Рассел узнает, что стенографистка мисс Эйнсли и Джордж Диксон его подставили, и обвинения снимаются. В Ньюпорте Макалистер отвозит Берту посмотреть дом миссис Астор, пока та находится отъезде, но миссис Астор возвращается раньше времени, и Берта чувствует себя униженной, когда её спешно выводят через чёрный ход. |            |                                                                         |                 |                 |                 |                     |
| 9 | 9          | «Да начнётся турнир» «Let the Tournament Begin»                         | Майкл Энглер    | Джулиан Феллоуз | 21 марта 2022   | 0,813               |
| Миссис Астор отказывается принять у себя Берту, в ответ та не приглашает Кэрри к Глэдис на бал. Взбешённая Кэрри ссорится с матерью. Мэриэн с помощью Пегги и Сильвии готовится к побегу с Томом. Под угрозой разоблачения месье Боден признается Джорджу, что он всего лишь учившийся во Франции повар из Уичито, штат Канзас, а его настоящее имя — Джош Борден. Несмотря на протесты Джорджа, Берта увольняет Бодена. В день свадьбы Том обманывает ожидания Мэриэн, и теперь его цель — брак по расчёту с богатой невестой. Пегги узнает, что её сын жив и находится у приёмных родителей. Она и её мать отправляются в Филадельфию на поиски мальчика. Джордж и Берта используют все уловки, чтобы завлечь на бал сливки общества. Миссис Астор заглаживает свою вину перед Бертой, придя на бал и пригласив на него как можно больше своих друзей, включая ван Рейн-Бруков. Бал едва не срывается, когда преемник Бордена напивается, но Борден возвращается и снова начинает работать на Джорджа. Бал проходит успешно, и Ада заверяет разбитую горем Мэриэн, что лучшие дни ещё настанут. |            |                                                                         |                 |                 |                 |                     |

### Сезон 2 (2023)
| № общий | № в сезоне | Название                                                             | Режиссёр         | Автор сценария                 | Дата премьеры   | Зрители в США (млн) |
| --- | ---------- | -------------------------------------------------------------------- | ---------------- | ------------------------------ | --------------- | ------------------- |
| 1 | 10         | «Ты даже не любишь оперу» «You Don't Even Like Opera»                | Майкл Энглер     | Джулиан Феллоуз                | 29 октября 2023 | 0,452               |
| В 1883 году проводятся параллельные пасхальные службы: Скотты посещают мессу для представителей чёрной общины в Филадельфии, состоятельные жители (включая Асторов, Расселов и ван Райнов) — в епископальной церкви Святого Томаса на Пятой авеню. Преподобный Люк Форте становится новым настоятелем. Вдовец Дэшилл Монтгомери, племянник мужа Агнес, переезжает в Нью-Йорк с дочерью-подростком Фрэнсис. Мэриан в шоке узнаёт, что Том Рейкс женится на мисс Бинхэм. Берта, из-за миссис Астор не получившая ложу в оперном театре Музыкальная академия, решает поддерживать новую Метрополитен-опера. Джордж и другие бароны-разбойники сталкиваются с проблемами на работе. Оскар после гомосексуального контакта приходит в дом Агнес окровавленный и избитый. Он делает предложение Глэдис, желая заполучить богатую наследницу, обеспечить продолжения рода ван Райнов и скрыть свою гомосексуальность. На ужине для ключевых меценатов оперы Берта удивляет гостей появлением известной оперной певицы, наглядно демонстрируя своё растущее влияние. Пегги знакомится с семьёй из Филадельфии, усыновившей её ребёнка, который впоследствии умер. |            |                                                                      |                  |                                |                 |                     |
| 2 | 11         | «И в чём здесь подвох?» «Some Sort of Trick»                         | Дебора Кампмейер | Джулиан Феллоуз                | 5 ноября 2023   | 0,355               |
| Глэдис отказывается ехать в Ньюпорт, пока не решится вопрос с предложением Оскара. Джордж, зная об истинных намерениях Оскара, убеждает Глэдис выйти замуж по любви, а не для того, чтобы сбежать от властной матери. Мэриэн продолжает вести уроки рисования, несмотря на неодобрение Агнес. В Ньюпорте богатая вдова Сьюзан Блейн нанимает Ларри для ремонта своего дома. Их отношения вскоре становятся романтическими, что вызывает неодобрение Берты. Аврора Фейн пытается свести Мэриэн с Эдвардом Морганом, вечно пьяным щеголем и занудой. Когда рабочие сталелитейного завода Чикаго начинают забастовку, требуя повышения зарплаты и улучшения условий труда, Джордж решет избежать подобных проблем на своих заводах в Питтсбурге, подкупив лидера профсоюза. Расселы шокированы тем, что новая жена богатого мистера Уинтертона — бывшая камеристка Берты Энид Тёрнер. Ада влюбляется в преподобного Форте. |            |                                                                      |                  |                                |                 |                     |
| 3 | 12         | «Одновременно» «Head to Head»                                        | Майкл Энглер     | Джулиан Феллоуз и Соня Уорфилд | 12 ноября 2023  | 0,513               |
| Оперная война между Бертой и миссис Астор обостряется. Берта с нетерпением ждет визита в Нью-Йорк Гектора, герцога Бекингемского. Дашилл ухаживает за Мэриэн, которая, похоже, испытывает противоречивые чувства. Берта маневрирует, чтобы заставить элиту Нью-Йорка сделать выбор между поддержкой Музыкальной академии и Метрополитен-опера. Миссис Астор вербует Агнес, чтобы та помогла обеспечить поддержку Музыкальной академии. Лидер питтсбургского профсоюза Хендерсон отвергает попытку Джорджа подкупить его. Берта ссорится с Джорджем после того, как миссис Уинтертон (Тёрнер) упоминает их предыдущую встречу: она верит, что у Джорджа ничего не было с Тёрнер, но его молчание об этой встрече приводит её в ярость. Пегги намерена написать об открытии общежития в школе для чернокожих в Таскиги, штат Алабама, но Скотты беспокоятся, что ей придётся столкнуться с оголтелым расизмом. Драматург Оскар Уайльд, приехавший в Нью-Йорк для постановки своей пьесы «Вера, или Нигилисты», увлекается Джоном Адамсом, бывшим любовником Оскара ван Райна. Богатый зять Уотсона мистер Макнил предлагает ему финансовую поддержку, если он навсегда переедет из Нью-Йорка. Уотсон настаивает на том, что с такой просьбой должна обратиться его дочь Флора. Ада тайно проводит время с преподобным Форте. |            |                                                                      |                  |                                |                 |                     |
| 4 | 13         | «Его светлость герцог» «His Grace the Duke»                          | Дебора Кампмейер | Джулиан Феллоуз                | 19 ноября 2023  | 0,482               |
| Берта показывает Авроре Фейн, миссис Уинтертон и другим недостроенный театр Метрополитен-опера, надеясь, что они арендуют ложи. Мистер Гилберт сообщает Берте, что из-за отсутствия денег стройка оперы остановилась, но вскоре проблему удаётся решить. После ультиматума Берты миссис Блейн прекращает отношения с Ларри. Ада принимает предложение преподобного Форте выйти за него замуж, Оскар обращает свой взор на богатую Мод Битон, которая, по слухам, является незаконнорожденной дочерью Джея Гулда. После того как миссис Астор просит мистера Уинтертона отказаться от ложи в Музыкальной академии, поскольку его жена имеет неблаговидное прошлое, он намерен поддержать Метрополитен-оперу и переманить с собой как можно больше друзей. На приёме в честь герцога Бекингема Берта меняет карточки с именами на обеденном столе, чтобы сесть рядом с ним, отправляя миссис Уинтертон в дальний конец. Герцог принимает приглашение Берты остановиться в её доме в Ньюпорте, чем приводит в ярость миссис Уинтертон. В Таскиги Пегги и Форчун останавливаются у Букера Т. Вашингтона и его жены. Джордж и другие владельцы бизнеса устраивают заговор, чтобы сорвать забастовки рабочих. |            |                                                                      |                  |                                |                 |                     |
| 5 | 14         | «Так близко, что можно прикоснуться» «Close Enough to Touch»         | Майкл Энглер     | Джулиан Феллоуз и Соня Уорфилд | 26 ноября 2023  | 0,510               |
| Двое слуг пытаются сорвать роскошный званый ужин Расселов в честь герцога Бекингема, но быстрые действия Уотсона и Черча предотвращают катастрофу. Успех ужина раздражает миссис Уинтертон. Мэриан и Оскар рады помолвке Ады с преподобным Форте, но Агнес категорически против. Она признается Форте, что зависит от Ады и боится остаться одна, но тот обещает, что Агнес всегда будет присутствовать в их жизни. Оскар знакомится с бизнесменом мистером Кроутером, выкупившим Чикаго-Атлантическую железную дорогу, в которую вложилась мисс Битон, и тоже решает инвестировать. В ресторане в Таскиги двое белых мужчин угрожают чернокожим посетителям. Форчун даёт им отпор, а потом вместе с Пегги убегает и прячется в сарае, где целует её. Джордж отправляет Ларри на собрание попечителей, посвященное открытию Бруклинского моста. Ларри узнаёт, что жена главного инженера Вашингтона Рёблинга Эмили руководила проектом во время болезни мужа. Агнес смягчается и посещает свадьбу Форте и Ады. |            |                                                                      |                  |                                |                 |                     |
| 6 | 15         | «Предупредительные выстрелы» «Warning Shots»                         | Кристл Роберсон  | Джулиан Феллоуз                | 3 декабря 2023  | 0,593               |
| Миссис Уинтертон требует себе центральную оперную ложу Берты в обмен на поддержку Метрополитен. Баннистер видит на улице пьяного Чёрча и пишет письмо Расселам, но, узнав, что Чёрч тяжело переживает 30-ю годовщину смерти жены от эпидемии оспы, забирает нераспечатанное письмо. Слуги, Мэриэн и Агнес жертвуют деньги на патентную заявку Джека на будильник. Однако патент отклоняют, потому что Джек не состоит в гильдии часовщиков. Оскар отказывается от быстрой прибыли и увеличивает свои инвестиции в железнодорожную компанию Кроутера. Пегги просит у Форчуна разрешения заняться делом Нью-Йоркского совета по образованию, закрывающего школы для цветных. Джордж, который тайно финансировал завершение строительства Метрополитен-оперы, заставляет Гилберта вернуть Берте центральную ложу. Берта надеется произвести фурор в обществе, пригласив герцога Бекингема в свою ложу на открытии Метрополитен. Дэшилл удивляет Мэриэн, заставляя на публичном мероприятии принять его неожиданное предложение руки и сердца. Вскоре после медового месяца Форте и Ады у Форте диагностируют рак. Джордж готов применить силу против бастующих сталелитейщиков, чтобы пропустить на завод штрейкбрехеров, но в последний момент приказывает национальной гвардии отступить и соглашается на переговоры.       |            |                                                                      |                  |                                |                 |                     |
| 7 | 16         | «Чудеса никогда не прекращаются» «Wonders Never Cease»               | Майкл Энглер     | Джулиан Феллоуз и Соня Уорфилд | 10 декабря 2023 | 0,584               |
| Пойдя на уступки рабочим, Джордж замышляет развал профсоюза сталелитейщиков. Миссис Астор предлагает Берте место в оперной ложе Музыкальной академии. Джордж, подозревая, что миссис Астор хочет подорвать растущее влияние Берты, уговаривает жену остаться в Метрополитен. Чтобы школы для чернокожих оставались открытыми, администрация рассматривает возможность сотрудничества с ирландскими учителями для привлечения бедных белых учеников. На приёме у Бруклинского моста Ларри хвалит лидерские качества миссис Рёблинг. Агнес планирует свадьбу Мэриан, в то время как здоровье Люка ухудшается. Оскар собирается сделать предложение мисс Битон, но обнаруживает, что она исчезла вместе с Кроутером и его инвестициями. Джеку благодаря помощи Баннистера вступает в гильдию часовщиков, после чего получает патент на будильник. Незадолго до смерти Люка Агнес благодарит его за то, что он сделал Аду счастливой и дал ей новую цель. Оскар сообщает Агнес, что он потерял почти все деньги Ван Райнов. |            |                                                                      |                  |                                |                 |                     |
| 8 | 17         | «С точки зрения победы и поражения» «In Terms of Winning and Losing» | Майкл Энглер     | Джулиан Феллоуз                | 17 декабря 2023 | 0,686               |
| В октябре 1883 года, по мере приближения премьер двух оперных театров, покровители должны выбрать, кого поддержать. Когда миссис Астор переманивает герцога в качестве гостя своей Академии музыки, Берта замышляет вернуть его. После финансового краха Оскара Ада, Агнес и Мэриан готовятся продать дом и переехать. Мэриан разрывает помолвку с Дэшиллом. Нью-Йоркский образовательный совет терпит неудачу в своей тайной попытке закрыть все школы для чернокожих. Ларри предлагает Джеку партнёрство. Мэриан посещает Метрополитен с Расселами, раздражая Агнес, которая учится в Академии музыки. Уотсон покидает дом Расселов, а Пегги увольняется из «Глобуса» , чтобы избежать осложнений с Форчуном. В Метрополитен миссис Уинтертон возмущена тем, что центральная ложа досталась Берте. Герцог прибывает в качестве гостя Берты. Большинство посетителей выбирают Метрополитен, закрепляя триумф Берты. Ада узнаёт о тайном богатстве Форте, благодаря чему она сохраняет за собой дом. После оперы Ларри провожает Мэриан и целует её. |            |                                                                      |                  |                                |                 |                     |

### Сезон 3 (2025)
| № общий | № в сезоне | Название                                                             | Режиссёр                | Автор сценария                 | Дата премьеры   | Зрители в США (млн) |
| --- | ---------- | -------------------------------------------------------------------- | ----------------------- | ------------------------------ | --------------- | ------------------- |
| 1 | 18         | «Кто здесь главный?» «Who Is in Charge Here»                         | Майкл Энглер            | Джулиан Феллоуз и Соня Уорфилд | 22 июня 2025    | 0,430               |
| На Западе Джордж хочет продолжить свою железную дорогу по землям, принадлежащим компаниям по добыче меди. Срочная телеграмма вызывает его обратно в Нью-Йорк. Ада и Агнес ссорятся, и слуги не понимают, кто управляет домом. Глэдис и Билли Карлтон тайно обручаются. Берта ждёт визита герцога Бекингема и заказывает Джону Сингеру Сардженту портрет Глэдис. Мэриан считает, что после расторжения помолвки прошло слишком мало времени, чтобы видеться с Ларри. Christian Recorder публикует отрывки из романа Пегги. Ада отказывается давать Оскару пособие и рекомендует ему найти работу, в то время как Мэриэн соглашается на новую должность преподавателя в Хантер-колледже. Ларри исключает Джека из собраний инвесторов часов. Аврора Фейн ошеломлена желанием Чарльза развестись. Когда белый врач отказывается лечить больную Пегги, Агнес посылает за Скоттами. Узнав о связи Глэдис и Билли, Берта настаивает на том, чтобы Глэдис вышла замуж за герцога. Та, расстроенная, собирает вещи и сбегает ночью. |            |                                                                      |                         |                                |                 |                     |
| 2 | 19         | «Что пишут газеты» «What the Papers Say»                             | Дебора Кампмайер        | Джулиан Феллоуз и Соня Уорфилд | 29 июня 2025    | TBA                 |
| Берта приезжает к Карлтонам за Глэдис и предупреждает миссис Карлтон, что Джордж разрушит карьеру Билли и лишит Глэдис наследства, если они поженятся. Скотты приглашают доктора Киркланда, чернокожего врача, для лечения Пегги. Предотвратив банковский крах, Джордж рассказывает Дж. П. Моргану о своих железнодорожных амбициях, тот находит его затею рискованной. Джордж старается сохранять нейтралитет во время конфликта Берты и Глэдис. Берта сливает новости о Глэдис и герцоге в прессу. Умирает бывшая жена Бордена. Ада поддерживает движение за трезвость и просит слуг подписать обязательство не употреблять алкоголь. Когда Баннистер просит разъяснить, кто будет главой семьи, Аврора решает, что это должна быть Ада. Ларри хочет, чтобы Джек снова присутствовал на собраниях инвесторов. Ларри говорит Мэриан, что любит её. Аврора отказывается разводиться с Чарльзом, который нагло появляется на её бенефисе со своей любовницей миссис Липтон. Джон Адамс предлагает Оскару инвестиционный проект, который поможет ему восстановить карьеру. Билли, запуганный и Джорджем, и Бертой, прекращает отношения с Глэдис. Герцог приезжает к Расселам в сопровождении своего адвоката Доббса. Скотты уговаривают Пегги выступить в женском собрании Ньюпорта. |            |                                                                      |                         |                                |                 |                     |
| 3 | 20         | «Любовь никогда не бывает легкой» «Love Is Never Easy»               | Майкл Энглер            | Джулиан Феллоуз и Соня Уорфилд | 6 июля 2025     | 0,535               |
| Герцог отклоняет предложения Джорджа о приданом и о стипендии, которая бы выплачивалась только Глэдис. Мэриан беспокоится о своей репутации, так как служанка Берты видела, как она целовалась с Ларри. В Ньюпорте Пегги и Скотты знакомятся с богатой семьёй доктора Кирланда. Миссис Кирланд считает Скотта, преуспевающего фармацевта, ниже себя, так как это бывший раб. Ларри и Джек проводят еще одну неудачную встречу с инвесторами, Джек тем не менее становится всё более уверенным в себе. Оскар приобретает ещё двух клиентов. Агнес негодует, что Ада узурпирует её благотворительные роли, а та чувствует, что слуги подчиняются Агнес. Увидев Гектора в опере с наследницей мисс Деланси, Берта давит на герцога, чтобы он пересмотрел предложение Джорджа, говоря, что в конечном итоге он сможет контролировать содержание Глэдис. Глэдис, узнав, что Билли изменился, неохотно соглашается выйти замуж за Гектора. Так как только Армстронг подписал обет трезвости, Ада чувствует, что её миссия по воздержанию во имя памяти Люка провалилась. Миссис Бауэр уверяет Аду в обратном и предлагает ей способ «поговорить» с Люком. |            |                                                                      |                         |                                |                 |                     |
| 4 | 21         | «Брак – это авантюра» «Marriage Is a Gamble»                         | Майкл Энглер            | Джулиан Феллоуз и Соня Уорфилд | 13 июля 2025    | 0,520               |
| Ларри приглашает на свадьбу свою тётю по материнской линии Монику О'Брайен, хотя Берта считает её неподходящей для нью-йоркского общества. Из Англии приезжает сестра Гектора леди Сара. По настоянию Ларри Берта вербует Мэриэн, чтобы заменить заболевшую подружку невесты. Агнес возмущена, когда Ада консультируется с мадам Дашковой, ясновидящей. Джек и Ларри продают патент на часы за 600 тысяч долларов. Джек хранит своё богатство в тайне, размышляя о будущем. Миссис Астор в ярости из-за того, что её замужняя дочь Шарлотта связана со скандалом, о котором писали в газетах. Борден делает предложение миссис Брюс, но та рассказывает, что замужем за мужчиной, много лет находящимся в психиатрической больнице. В Ньюпорте миссис Киркланд продолжает очернять прошлое мистера Скотта. Глэдис неохотно выходит замуж за Гектора, и новобрачные сразу отправляются в Англию. |            |                                                                      |                         |                                |                 |                     |
| 5 | 22         | «Другой мир» «A Different World»                                     | Дебора Кампмайер        | Джулиан Феллоуз и Соня Уорфилд | 20 июля 2025    | 0,605               |
| Глэдис тяжело живётся в браке из-за издевательств леди Сары и пассивности Гектора. Форчун предлагает Пегги задание в Филадельфии. Берта хочет, чтобы Чёрч выяснил, кто сливает секреты прессе. Джордж увольняет мистера Клея, который не смог купить землю под железную дорогу, а Клей предупреждает его о шатком финансовом положении. Джордж безуспешно пытается выкупить контрольный пакет акций семьи Меррик в Иллинойской Центральной линии, которая имеет решающее значение для его проекта. Ларри, направляясь в Аризону, чтобы приобрести землю для Джорджа, решает, что прилегающие медные рудники могут быть ценными. Он обручается с Мэриэн, что разочаровывает Агнес и Берту. Когда семья ван Рейн узнаёт о состоянии Джека, Ларри ведёт его в клуб «Хэймаркет». Ларри видит там Мод Битон, теперь называемую Долли Трент, работающую проституткой. После того, как леди Сара увольняет Адельхайд, недовольная Глэдис посылает телеграмму своей семье. Когда Пегги уезжает в Филадельфию, на вокзале появляется Форчун, намеренный её сопровождать. Пегги возражает, и доктор Киркланд её поддерживает. Ада тайно навещает мадам Дашкову. В Ньюпорте миссис Фиш ругает миссис Астор за пренебрежительное отношение к Авроре, ссылаясь на скандальную историю дочери Астор. Прочитав телеграмму Глэдис, Джордж приходит в ярость, Берта обещает всё исправить. |            |                                                                      |                         |                                |                 |                     |
| 6 | 23         | «Если вы хотите приготовить омлет» «If You Want to Cook an Omelette» | Дебора Кампмайер        | Джулиан Феллоуз и Соня Уорфилд | 27 июля 2025    | 0,602               |
| Берта прибывает в замок Сидмут в поместье Гектора. Дж. П. Морган вызывает Джорджа, братьев Меррик, Ризли Сейджа и мистера Клея (нового партнёра Сейджа) в свое поместье, заявляя, что расширение Иллинойской Центральной линии не может продолжаться, пока не будет акционера, возглавляющего проект. Оскар сталкивается с Мод Битон, та рассказывает, что Кроутер обманул ее и оставил без гроша. Узнав, что Ларри был в Хеймаркете, Мэриэн оставляет ему письмо о разрыве помолвки. В Аризоне металлург расказывает Ларри, что в шахтах обнаружены крупные медные жилы. Джордж убеждает братьев Меррик продать ему акции железной дороги, но позже они отказываются от сделки, так как Клей распространяет в прессе ложную информацию о финансах Джорджа. Джорджу нужен капитал, но он отказывается продавать свои акции Сейджу. Ада понимает, что мадам Дашкова — мошенница. Пегги приглашает миссис Киркланд на чай к известной суфражистке Фрэнсис Уоткинс Харпер. Ада говорит Джеку, что он должен начать новую жизнь. Джек уезжает, оставив каждому члену семьи письмо и крупную сумму денег. В знак прощения Оскар дает Мод 100 долларов и билет на поезд до Огайо, где живет её сестра, чтобы она могла начать жизнь заново. Миссис Брюс догадывается, что горничная Берты Андре продаёт информацию газетам. Берта помогает Глэдис утвердиться в борьбе с властной леди Сарой. Перед возвращением в Нью-Йорк Берта убеждает Гектора поддержать Глэдис. Джон Адамс доволен работой Оскара и хочет вложить больше средств, но его насмерть сбивает повозка.                                 |            |                                                                      |                         |                                |                 |                     |
| 7 | 24         | «Экс-связной» «Ex-Communicated»                                      | Салли Ричардсон-Уитфилд | Джулиан Феллоуз и Соня Уорфилд | 3 августа 2025  | TBA                 |
| Разоблачительная книга Уорда Маккалистера о нью-йоркской элите быстро исключает его из общества. Чёрч, Борден и миссис Брюс разоблачают Андре как домашнего шпиона, вынуждая её уволиться. Опечаленный Оскар наследует летний дом Джона Адамса и немного денег. Мэриэн предлагает Оскару утешение и понимание. Ада проводит встречу суфражисток, во время которой миссис Фостер из Общества наследия Нью-Йорка знакомится с Агнес. Ларри винит Берту в том, что Мэриан разорвала помолвку, и переезжает в клуб «Юнион», где остановился Джордж. Недавно обнаруженные медные жилы дают Джорджу финансовый рычаг, позволяющий перестроить отношения с Дж. П. Морганом и выкупить акции железной дороги Мерриков, что расстроит планы Рассела Сейджа и вытеснит мистера Клея. На фоне скандала с замужеством своей дочери Шарлотты миссис Астор просит Берту взять на себя организацию её ежегодного бала в Ньюпорте. Мэриэн помогает Джеку найти дом на 61-й улице. Джек клянётся, что Ларри ничего плохого не сделал на Хеймаркете, но Мэриэн всё ещё сомневается. Пока Гектор и Глэдис готовятся к поездке в Нью-Йорк, Гектор уговаривает леди Сару обосноваться в Лондоне. Миссис Киркланд спешит в Нью-Йорк, чтобы рассказать Уильяму о прошлом Пегги. В кабинет Джорджа прибывает курьер и стреляет в его помощника, а затем в самого Джорджа. |            |                                                                      |                         |                                |                 |                     |
| 8 | 25         | «Я принял решение» «My Mind Is Made Up»                              | Салли Ричардсон-Уитфилд | Джулиан Феллоуз и Соня Уорфилд | 10 августа 2025 | TBA                 |
| Джордж, тяжело раненный, доставлен домой на 61-ю улицу. Доктор Киркланд, который находился у Ван Райнов, спасает жизнь Джорджа с помощью Мэриан. Позже Мэриан утешает Ларри и извиняется за то, что сомневалась в нем, хотя Ларри неумолим. Берта хочет отменить бал в Ньюпорте, но Джордж настаивает, чтобы он продолжал избегать огласки о стрельбе. Миссис Астор отказывается идти на бал, когда Берта приглашает разведенных миссис Фейн и дочь Астора, Шарлотту. Джордж нанимает частного детектива, чтобы расследовать покушение. Доктор Киркланд навещает Пегги и говорит, что ее прошлое может быть непреодолимым, оставляя Пегги опустошенной. Затем миссис Скотт сталкивается с миссис Киркланд из-за того, что она оклеветала Пегги. С поддержкой отца доктор Киркланд позже передумывает и делает Пегги предложение. Миссис Фостер из Общества наследия просит Агнес стать вице-президентом, и она с радостью соглашается. Агнес предлагает Аде место за обеденным столом, признавая, что теперь она главная в доме. На балу Оскар подходит к миссис Уинтертон, теперь уже вдовствующей, и предлагает ей брак по расчёту. Ларри и Мэриан мирятся. Джордж, всё ещё приходящий в себя, появляется на балу, где также присутствуют Глэдис и Гектор. Неожиданно появляется миссис Астор. Околосмертный опыт Джорджа меняет его взгляды, и на следующее утро она говорит Берте, что их разлука продолжится, несмотря на её надежды на примирение. Джордж утверждает, что она использовала их детей в своих амбициях. Они с Ларри уезжают в Нью-Йорк. Глэдис объявляет о своей беременности. |            |                                                                      |                         |                                |                 |                     |

## Производство и релиз
Первое сообщение о том, что Джулиан Феллоуз работает над «Позолоченным веком», появилось в СМИ в сентябре 2012 года. Официально сериал был анонсирован только в январе 2018 года. Феллоуз в связи с этим заявил: «„Позолоченный век“ — это исполнение личной мечты, я был очарован этим периодом американской истории в течение многих лет, и теперь NBC дала мне шанс донести его до современной аудитории». В мае 2019 года этот проект перешёл от NBC к HBO. Начало съёмок было запланировано на март 2020 года, однако из-за пандемии коронавируса его перенесли на осень. В конце концов съёмки начались в феврале 2021 года в Ньюпорте (Род-Айленд).
Трансляция первого сезона сериала, состоящего из 9 серий, началась 24 января 2022 года. В феврале 2022 года сериал был продлён на второй сезон, премьера которого состоялась 29 октября 2023 года. В декабре того же года сериал был продлён на третий сезон.

## Оценки
Рецензент «Коммерсанта» отметил, что в «Позолоченном веке» Джулиан Феллоуз доводит до совершенства все приёмы, испробованные им в «Аббатстве Даунтон», а в сценарии использует «набор из Драйзера, Эдит Уортон и Луизы Мэй Олкотт». «Действительно: зачем изобретать что-то новое, когда и старое хорошо работает?» — констатирует критик. «То же самое, но в Америке», — написал о новом сериале Феллоуза обозреватель Газеты.ру. Рецензент Афиши.ру пишет, что иногда «Позолоченный век» кажется спин-оффом «Аббатства Даунтон», что в нём слишком много сюжетных линий, причём линии, связанные с прислугой, оказались самыми скучными.
По мнению критика с Фильм.ру, «Позолоченный век» — «опоздавший на 10 лет сериал»: он слишком академичен и прост, из-за чего проигрывает сравнение с «Бриджертонами». Однако многочисленные поклонники «Аббатства Даунтон» в любом случае высоко оценят это шоу.